# Satoshō
Satoshō (japanisch 里庄町 Satoshō-chō, englisch Satosho Town/Town of Satosho) ist eine Stadt (-chō) und die seit 2006 einzige verbliebene Gemeinde im Kreis (-gun) Asakuchi der japanischen Präfektur (-ken) Okayama. Sie liegt im Südwesten von Okayama etwas abseits der Küste an der Nationalstraße 2 und der San’yō-Hauptlinie westlich von Kurashiki.
Bei der Einteilung der Präfekturen und ihrer Landkreise in die heutigen, preußisch beeinflussten Gemeindeformen 1889 entstanden hier die Dörfer (-mura/-son) Satomi (里見村) und Shinjō (新庄村). 1905 wurden sie zum Dorf Satoshō (里庄村) fusioniert; der Name kombiniert das 里 Sato in Satomi mit dem 庄 jō in Shinjō. Das Dorf wurde 1950 zur Stadt Satoshō. In der Großen Heisei-Gebietsreform des frühen 3. Jahrtausends wurden die östlichen Nachbarstädte im Kreis Asakuchi zur kreisfreien Stadt (-shi) Asakuchi fusioniert, im Westen grenzt Satoshō an die ebenfalls kreisfreie Stadt Kasaoka, die ihre heutige Ausdehnung in der Nachkriegszeit erreichte.

## Weblinks

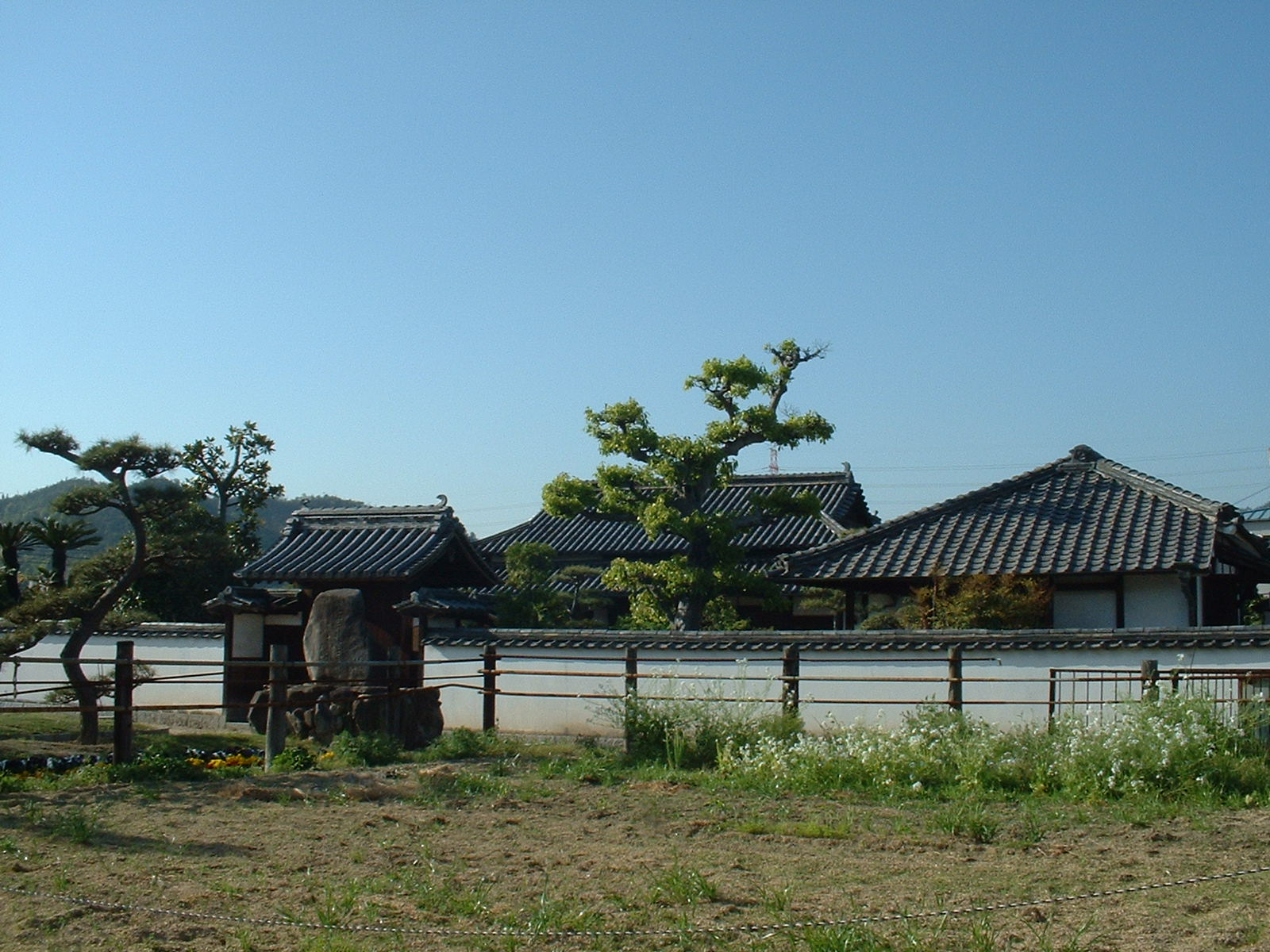
Das Elternhaus des Physikers Yoshio Nishina im Stadtteil Hamanaka